# Třebnouševes
Třebnouševes (en allemand : Groß Trebnouschewes) est une commune du district de Jičín, dans la région de Hradec Králové, en Tchéquie. Sa population s'élevait à 279 habitants en 2022.

## Géographie
Třebnouševes se trouve à 4 km au sud-est de Hořice, à 24 km à l'est-sud-est de Jičín, à 19 km au nord-ouest de Hradec Králové et à 92 km au nord-est de Prague.
La commune est limitée par Hořice au nord, par Jeřice à l'est, par Rašín au sud-est, par Stračov au sud, et par Milovice u Hořic et Dobrá Voda u Hořic à l'ouest.

## Histoire
La première mention écrite de la localité date de 1143.

## Administration
La commune se compose de trois sections :
- Třebnouševes
- Ostrov
- Vinice

## Transports
Par la route, Třebnouševes se trouve à 4,2 km de Hořice, à 28 km de Jičín, à 23 km de Hradec Králové et à 115 km de Prague. 